# Anselm Ferrer i Bargalló
Anselm Maria Ferrer (Capellades, Anoia, 16 d'abril de 1882 - Monestir de Montserrat, Bages, 26 d'abril de 1969) fou un organista, musicòleg i compositor català. Josep Ferrer i Bargalló era el seu nom abans d'ingressar a la vida monàstica el 1899.

## Joventut
Anselm Maria Ferrer va néixer a la plaça de Sant Miquel núm. 5 de Capellades (Anoia) i va rebre els noms de Josep, Ramon i Gaspar. Va rebre una influència familiar vers la música per part del seu pare Josep Ferrer i Ferrer, músic i director de l'agrupació coral Harmonia de la mateixa vil·la. La mare es deia Maria Teresa Bargalló i Vallès. Entre els set i vuit anys va rebre lliçons de solfeig de Joan Vidal i Domingo, i va cantar a les celebracions de l'església parroquial. El 2 d'octubre de 1892, a l'edat de deu anys, ingressà a l'Escolania de Montserrat amb veu de soprano, en aquella època sota la direcció de Manuel Guzman i del qual fou deixeble: allà aprengué violí, orgue, piano i harmonia. Un cop acabada la seva estada a l'Escolania el mes de setembre de 1898, va estudiar retòrica i grec al Seminari de Barcelona. El 12 de setembre de 1899 va tornar a Montserrat, per vestir l'hàbit de Sant Benet i va prendre el nom d'Anselm per admiració al sant benedictí. En aquesta època era un dels organistes que acompanyaven l'ofici diví i mestre de l'Escolania.
L'any 1907, es traslladà al Col·legi de Sant Anselm de Roma, on acabà la carrera eclesiàstica i del qual fou organista. Mentrestant, va ser ordenat sacerdot per monsenyor Carles Resphighi, el 10 d'abril de 1909.[1]
Per aquests temps perfeccionà els estudis musicals a la Cappella Giulia del Vaticà. Més tard el 1910 estudià composició a Nàpols amb Camillo de Nardis. Després de quatre anys d'absència, l'agost de 1911 retornà a Montserrat, on va assumir la direcció de l'Escolania, vacant des de la mort del pare Guzman (1909) i Escofet (1911).

## Plenitud

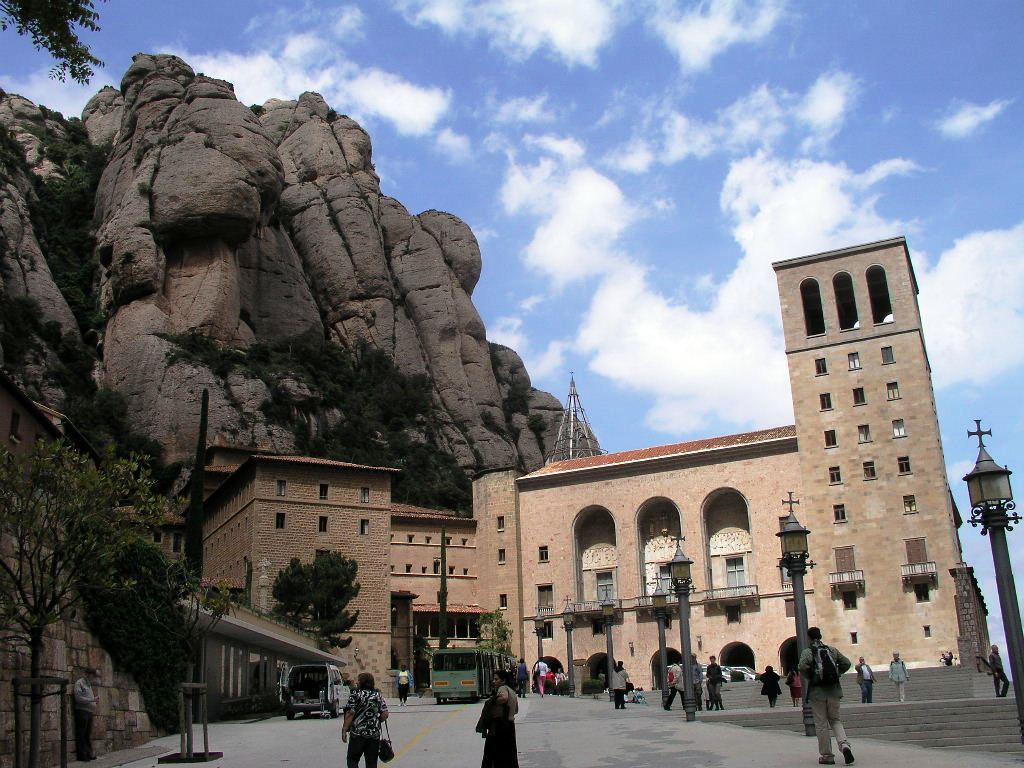
Monestir de Montserrat on Anselm Ferrer estudià i va romandre fins a la seva mort

Va estar al càrrec de l'Escolania de Montserrat des del 1911 fins al 1933. En aquest temps renovà els estudis teòrics i els d'instrument, va formar una orquestra per a ampliar la cultura musical dels escolans, amplia el fons de la biblioteca, i donà una gran importància a l'educació de la veu i la seva emissió. Adaptà el repertori a les directrius de Pius X i influí sobre el moviment litúrgic català. Publicà diferents escrits sobre aquest tema a Vida Cristiana i en altres publicacions. També es va ocupar en refer la gran biblioteca del Monestir.
L'any 1939, un cop acabada la Guerra Civil, aplegà al Palau de la Música de Barcelona el nucli inicial de la nova Escolania de Montserrat, de forma que David Pujol (director de l'escolania a partir de 1939) ja pogué comptar amb un grup d'escolans quan la guerra va finalitzar. D'aquest nou nucli en destaca sobretot Cassià Maria Just, el qual seria futur abat de Montserrat. Pel que respecta al terreny musical, tingué un excel·lent criteri en l'aplicació de les normes que imposava el Motu proprio de Pius X sobre la música sacra, perquè si bé contribuí a desterrar de l'església qualsevol resta de cant operístic, tampoc arribà al fanatisme exclusivista del cant gregorià, fent alternar el cant gregorià amb formes polifòniques que s'ajustaven a l'esperit litúrgic. Així doncs, fou una persona important quant al canvi d'estil de la música de Montserrat. Anselm Ferrer també és conegut per compondre o posar música a les parts de l'ordinari de la missa (Kyrie, Gloria, Sanctus i Agnus Dei), les quals actualment es canten durant la Missa Conventual de Montserrat.
Va promoure el Primer Congrés Litúrgic de Montserrat i per al Segon Congrés Litúrgic de Montserrat de 1915 va compondre els cants de la missa en català. També va escriure articles a la revista "Vida Cristiana".
A banda de la personalitat musical, el P. Ferrer tenia vocació per la pintura i el dibuix.

## Obres
| Any  | Obra                                     | Tipus d'obra | Formació                | Editorial    | Observacions                           |
| ---- | ---------------------------------------- | ------------ | ----------------------- | ------------ | -------------------------------------- |
| 1920 | Missa abbatialis                         | Missa        | 4 veus i orgue          |              |                                        |
|      | Al·leluia. Laudate omnes gentes          | Psalm        | 4 veus i orgue          |              |                                        |
|      | Missa solemnis cum jubilo                | Missa        |                         |              |                                        |
| 1934 | 3 Lamentacions de Setmana Santa          | Lamentacions | 4 i 6 veus              |              |                                        |
|      | Salve Regina                             | Antífona     | 6 veus i orgue          |              |                                        |
|      | Salve Regina                             | Antífona     | 4 veus blanques i orgue |              |                                        |
|      | Tertia                                   | Himne        |                         |              |                                        |
|      | Nona                                     | Himne        |                         |              |                                        |
| 1935 | Himne a la Verge de Montserrat           | Himne        |                         |              |                                        |
|      | Laudibis cives                           | Himne        |                         |              |                                        |
| 1942 | Te Deum                                  | Himne        | 4 i 6 veus i orgue      |              | Existeix una orquestració de J.M. Roma |
|      | Salve Montserratina (amb ritme gregorià) | Antífona     | 3 veus i orgue          |              |                                        |
| 1939 | Salve Montserratina en Re                | Antífona     | 3 veus i orgue          |              |                                        |
| 1943 | Salve Montserratina                      | Antífona     | 6 veus i orgue          |              |                                        |
| 1941 | Himne de Sant Benet                      | Himne        | 4 veus i orgue          |              |                                        |
| 1947 | Ave Maria                                | Antífona     | 6 veus i orgue          | Ed. Armónico |                                        |
| 1957 | O Sacrum Convivium                       | Motet        | 6 veus                  | Ed. Armónico |                                        |

A més de música religiosa, també té diverses peces instrumentals per a orgue, piano i violí.

## Discografia
- Alhambra MG 25034. Obres: Al·leluia, Salve Regina a 6 veus, Ave Maria a 6 veus i O Sacrum Convivium
- Discos Abadia de Montserrat DM 915-02. Capella de Música i Escolania de Montserrat. Director: Joaquim Piqué i Calvo. Orgue: Eduard Vila i Perarnau. Obra: Ave Maria a 6 veus.